# Chirajobampo
Chirajobampo är en ort i Mexiko.   Den ligger i kommunen Navojoa och delstaten Sonora, i den västra delen av landet, 1 300 km nordväst om huvudstaden Mexico City. Chirajobampo ligger 52 meter över havet och antalet invånare är 878.
Terrängen runt Chirajobampo är platt. Runt Chirajobampo är det ganska glesbefolkat, med 36 invånare per kvadratkilometer. Närmaste större samhälle är Navojoa, 19,6 km norr om Chirajobampo. Omgivningarna runt Chirajobampo är i huvudsak ett öppet busklandskap.